# Mojmírovce
Mojmírovce é um município da Eslováquia, situado no distrito de Nitra, na região de Nitra. Tem 19,86 km² de área e sua população em 2018 foi estimada em 2.901 habitantes.

## Demografia
| Ano:        | 1994 | 2004   | 2014   | 2024   |
| ----------- | ---- | ------ | ------ | ------ |
| Broj ljudi: | 2827 | 2751   | 2856   | 2950   |
| Razlika:    |      | -2,68% | +3,81% | +3,29% |

| Ano:               | 2023 | 2024   |
| ------------------ | ---- | ------ |
| Número de pessoas: | 2963 | 2950   |
| Diferença:         |      | -0,43% |